# Грейнджер, Айзек
Айзек Грейнджер (англ. Isaac Grainger; род. 26 мая 1992, Окленд) — новозеландский гребец, выступающий за сборную Новой Зеландии по академической гребле с 2013 года. Двукратный чемпион мира среди молодёжи, призёр этапов Кубка мира, участник летних Олимпийских игр в Рио-де-Жанейро.

## Биография
Айзек Грейнджер родился 26 мая 1992 года в Окленде, Новая Зеландия.
Заниматься академической греблей начал в 2008 году, проходил подготовку в местном клубе Auckland Rowing Club.
Первого серьёзного успеха на международном уровне добился в сезоне 2013 года, когда вошёл в состав новозеландской национальной сборной и в зачёте восьмёрок одержал победу на молодёжном мировом первенстве в Линце. В том же сезоне дебютировал в Кубке мира, в частности стал четвёртым на этапе в Сиднее.
В 2014 году в восьмёрках выиграл бронзовую медаль на этапе Кубка мира в Сиднее, выиграл молодёжный чемпионат мира в Варезе.
В 2015 году в той же дисциплине взял бронзу на этапе Кубка мира в Люцерне, в то время как на взрослом чемпионате мира в Эгбелете оказался четвёртым.
Благодаря череде удачных выступлений удостоился права защищать честь страны на летних Олимпийских играх 2016 года в Рио-де-Жанейро. В программе восьмёрок сумел выйти в главный финал А и в решающем заезде пришёл к финишу шестым.
После Олимпиады в Рио Грейнджер остался в составе гребной команды Новой Зеландии на ещё один олимпийский цикл и продолжил принимать участие в крупнейших международных регатах. Так, в 2017 году в восьмёрках он получил серебряную награду на этапе Кубка мира в Познани, стартовал на чемпионате мира в Сарасоте, показав на финише шестой результат.
В 2018 году на мировом первенстве в Пловдиве в восьмёрках сумел квалифицироваться лишь в утешительный финал В и расположился в итоговом протоколе соревнований на девятой строке.
В 2019 году в парных четвёрках выиграл бронзовую медаль на этапе Кубка мира в Познани.